# America (canción de Neil Diamond)
«America» es una canción escrita, interpretada y grabada originalmente por el cantautor estadounidense Neil Diamond en 1980. Está incluida en el álbum The Jazz Singer. La canción fue un éxito en los Estados Unidos en 1981, alcanzando el puesto número ocho en la lista Billboard Hot 100 y fue el sexto número uno de Diamond en la lista Adult Contemporary.
El tema de la canción es una interpretación positiva de la historia de la inmigración a los Estados Unidos, tanto a principios del siglo XX como en la actualidad. En los conciertos de Diamond la canción es un número muy popular tanto en el país como en el extranjero, desplegando a menudo una gran bandera estadounidense para acompañar su interpretación.